# Archaediscina
Archaediscina es un suborden de foraminíferos (clase Foraminiferea, o Foraminifera), cuyos taxones han sido tradicionalmente incluidos en el suborden Fusulinina del orden Foraminiferida, o bien en el orden Fusulinida de la clase Foraminifera. Su rango cronoestratigráfico abarca desde el Devónico hasta el Pérmico.

## Discusión
Clasificaciones más recientes incluyen Archaediscina en el orden Archaediscida, de la subclase Afusulinana y de la clase Fusulinata.

## Clasificación
Archaediscina incluye a las siguientes superfamilias:
- Superfamilia Archaediscoidea
- Superfamilia Lasiodiscoidea
- Superfamilia Pseudoammodiscoidea